# The Spotlight Kid
The Spotlight Kid je šesté studiové album amerického hudebníka Captaina Beefhearta a jeho skupiny the Magic Band, poprvé vydané v roce 1972 společností Reprise Records. Spolu s Beefheartem jej produkoval Phil Schier. Šlo o jeho první album, které se dostalo do hitparády Billboard 200.

## Seznam skladeb
Všechny skladby napsal Don Van Vliet, pokud není uvedeno jinak.
| Strana 1 | Strana 1                      | Strana 1                     | Strana 1 |
| Pořadí   | Název                         | Autor                        | Délka    |
| -------- | ----------------------------- | ---------------------------- | -------- |
| 1.       | I'm Gonna Booglarize You Baby |                              | 4:33     |
| 2.       | White Jam                     |                              | 2:55     |
| 3.       | Blabber 'n Smoke              | Don Van Vliet, Jan Van Vliet | 2:46     |
| 4.       | When It Blows Its Stacks      |                              | 3:40     |
| 5.       | Alice in Blunderland          |                              | 3:54     |

| Strana 2 | Strana 2                                        | Strana 2 |
| Pořadí   | Název                                           | Délka    |
| -------- | ----------------------------------------------- | -------- |
| 6.       | The Spotlight Kid                               | 3:21     |
| 7.       | Click Clack                                     | 3:30     |
| 8.       | Grow Fins                                       | 3:30     |
| 9.       | There Ain't No Santa Claus on the Evenin' Stage | 3:11     |
| 10.      | Glider                                          | 4:34     |

## Sestava
- Don Van Vliet (Captain Beefheart) – zpěv, harmonika, rolničky
- Zoot Horn Rollo (Bill Harkleroad) – kytara, slide kytara
- Rockette Morton (Mark Boston) – baskytara, kytara
- Drumbo (John French) – bicí, perkuse
- Ed Marimba/Ted Cactus (Art Tripp) – bicí, perkuse, marimba, piáno, cembalo
- Winged Eel Fingerling (Elliot Ingber) – kytara
- Rhys Clark – bicí v „Glider“